# Rhomphaea urquharti
Rhomphaea urquharti är en spindelart som först beskrevs av Bryant 1933.  Rhomphaea urquharti ingår i släktet Rhomphaea och familjen klotspindlar. Inga underarter finns listade i Catalogue of Life.